# تشاندريكا كماراتونغا
شاندريكا باندارانيك كماراتونغ (بالتاميلية: சந்திரிகா பண்டாரநாயக குமாரதுங்க، ولدت في 29 يونيو 1945 م) كانت رئيسة سريلانكا في الفترة ما بين 12 نوفمبر 1994 وحتى 19 نوفمبر 2005 م. كانت رئاستها خامس رئاسة في سريلانكا ورابع رئاسة تنفيذية في البلاد. ترأس حزب الحرية السيرلانكي، وهي ابنة رئيسة الوزراء السريلانكية السابقة سيريمافو باندرانايكا ورئيس الوزراء الأسبق سولومون باندرانايكا.

## روابط خارجية
- تشاندريكا كماراتونغا على موقع الموسوعة البريطانية (الإنجليزية)
- تشاندريكا كماراتونغا على موقع مونزينجر (الألمانية)